# Воронов, Станислав Кириллович
Станислав Кириллович Воронов (род. 20 августа 1957, деревня Верхние Хоразаны, Чувашская АССР) — генерал-лейтенант ФСБ РФ, художник, член Творческого Союза художников России, член Союза художников Подмосковья. Заслуженный художник Чувашской Республики. Живёт и работает в Москве.

## Биография
Станислав Воронов родился 20 августа 1957 года в деревне Верхние Хоразаны Аликовского района Чувашской Республики.
В 1979 году окончил юридический факультет Казанского государственного университета (КГУ). Работал помощником прокурора района, прокурором следственного отдела прокуратуры Чувашии.

### Профессиональная деятельность
С 1982 года в органах государственной безопасности. В течение 2 лет проходил службу в Афганистане.
В 1994—1999 годах — начальник УФСБ Чувашской Республики. В 1999—2001 годы — первый заместитель начальника Следственного управления ФСБ России.
В 2001 году окончил Высшие курсы подготовки руководящего состава при Академии ФСБ РФ. Баллотировался на всенародных прямых выборах 2001 года на должность президента Чувашской Республики, по итогам голосования занял 3-е место, вслед за Н.В. Фёдоровым (1-е место) и В.С. Шурчановым (2-е место).
В 2002—2005 годы — первый секретарь посольства РФ в Республике Беларусь. В 2005—2007 годы — заместитель Генерального директора по безопасности ОАО «Компания Сухой»; с декабря 2007 года — вице-президент по безопасности ОАО «Объединённая авиастроительная корпорация» (ОАК).

## Семья и личная жизнь
Отец — Кирилл Васильевич Воронов (1914—2001) — учитель, краевед; участник Великой Отечественной войны; Заслуженный работник культуры Чувашской АССР (1984) и Российской Федерации (1997).
Женат, имеет двоих детей.
Член Творческого Союза Художников России, член Союза художников Подмосковья. Участник российских и международных выставок. Обладатель Гран-при Международной ассамблеи искусств «Russian ArtWeek 2010». Награждён золотой медалью Творческого Союза Художников России «За вклад в отечественную культуру». Картины художника находятся в частных и корпоративных коллекциях России, Украины, Беларуси, Германии, Франции, ОАЭ и других стран.

## Награды
- Орден «За службу в ВС СССР» 3-й степени
- Боевые медали.
- Золотая медаль Творческого Союза Художников России «За вклад в отечественную культуру»
- Гран-при Международной ассамблеи искусств «Russian ArtWeek 2010»
- Заслуженный художник Чувашской Республики (2024)[5].

## Позиция по делу о "рязанском сахаре"
22 сентября 1999, выступая в программе НТВ посвященной независимому расследованию Теории заговора о взрывах жилых домов (1999), отстаивал позицию, что инцидент в Рязани был элементом учений и в мешках был сахар.